# Estados Unidos nos Jogos Olímpicos de Verão de 1976
Os Estados Unidos da América competiram os Jogos Olímpicos de Verão de 1976 em Montreal, Canadá. Ficaram em terceiro lugar no ranking geral, com 34 medalhas de ouro.